# Concours Hippique International Officiel

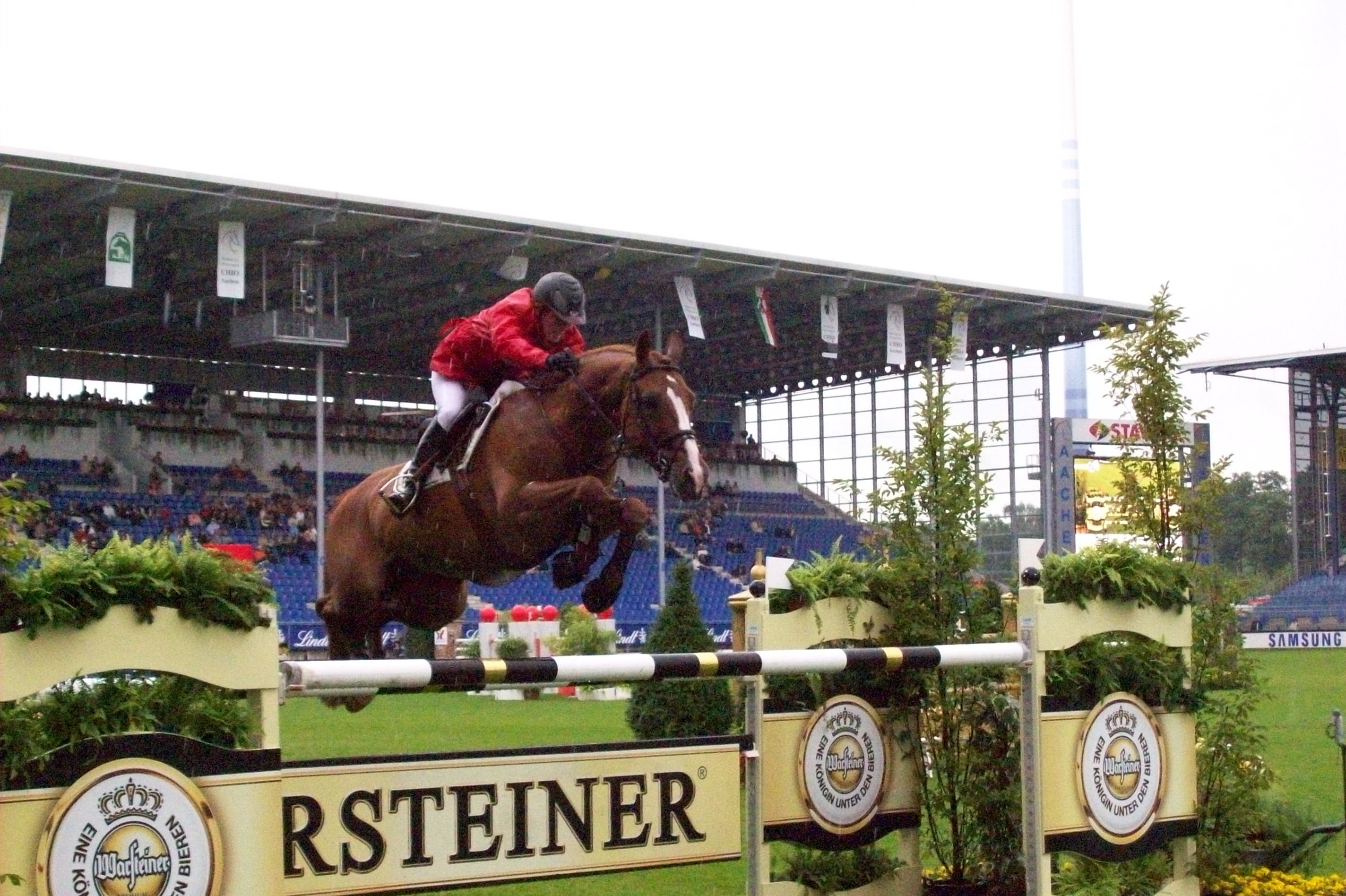
Meredith Michaels-Beerbaum met Le Mans in Aken

Een Concours Hippique International Officiel (CHIO) is een internationale wedstrijd op het allerhoogste niveau binnen de paardensport. Tijdens een CHIO wordt vaak een 'Grand Prix' gereden.
Tijdens een CHIO worden landenwedstrijden gehouden voor zowel springen als dressuur, waarbij landenteams bestaande uit drie of vier ruiters (of amazones) strijden om de titel.
Een CHIO is een door de Fédération Équestre Internationale georganiseerd evenement. Standaard onderdelen zijn Concours de Saut International CSI (springen) en Concours de Dressage International CDI (dressuur).
Er zijn weinig landen met een CHIO. Eén ervan is Nederland met het CHIO Rotterdam, dat sinds 1948 traditioneel plaatsvindt in het Kralingse Bos in Rotterdam. Een ander belangrijk CHIO is bijvoorbeeld het CHIO Aken. In 2020 moesten zowel het CHIO in Rotterdam als het CHIO in Aken worden afgelast vanwege de coronapandemie die dat jaar uitbrak. Hierdoor waren er in 2020 geen CHIO's.